# UFC Fight Night: Dawson vs. Green
UFC Fight Night: Dawson vs. Green（ユーエフシー・ファイトナイト：ドーソン・バーサス・グリーン、別名UFC Fight Night 229、UFC on ESPN+ 87）は、アメリカ合衆国の総合格闘技団体「UFC」の大会の一つ。2023年10月7日、ネバダ州ラスベガスのUFC APEXで開催された。

## 大会概要
本大会はグラント・ドーソンとボビー・グリーンのライト級戦が組まれた。

## 試合結果

### プレリミナリーカード
第1試合 女子フライ級 5分3R
○  JJ・アルドリッチ vs.  モンタナ・デ・ラ・ロサ ×
3R終了 判定2-1（30-27、30-27、30-27）
第2試合 バンタム級 5分3R
○  アオリ・チロン vs.  ジョニー・ムニョス ×
3R終了 判定3-0（29-28、29-28、29-28）
第3試合 女子ストロー級 5分3R
○  バネッサ・デモポロス vs.  村田夏南子 ×
3R終了 判定3-0（29-28、29-28、29-28）
第4試合 フライ級 5分3R
○  ネイト・マネス vs.  マテウス・メンドンサ ×
1R 4:40 TKO（パウンド）
第5試合 女子ストロー級 5分3R
○  カロリーナ・コバケビッチ vs.  ディアナ・ベルビタ ×
3R終了 判定3-0（30-27、30-27、30-27）

### メインカード
第6試合 女子ストロー級 5分3R
○  ビル・アルジオ vs.  アレクサンダー・ヘルナンデス ×
3R終了 判定3-0（30-27、30-27、30-27）
第7試合 ライト級 5分3R
○  ドリュー・ドーバー vs.  リッキー・グレン ×
1R 2:36 TKO（左ストレート→パウンド）
第8試合 ウェルター級 5分3R
○  ホアキン・バックリー vs.  アレックス・モロノ ×
3R終了 判定3-0（30-27、30-27、30-26）
第9試合 ミドル級 5分3R
○  ジョー・パイファー vs.  アブドゥル・ラザク・アルハッサン ×
2R 2:05 肩固め
第10試合 フェザー級 5分5R
○  ボビー・グリーン vs.  グラント・ドーソン ×
1R 0:33 KO（左ストレート→パウンド）

### 各賞
ファイト・オブ・ザ・ナイト：該当無し
パフォーマンス・オブ・ザ・ナイト：ボビー・グリーン、ジョー・パイファー、ドリュー・ドーバー、ネイト・マネス
各選手にはボーナスとして5万ドルが授与された。

### カード変更
負傷などによるカードの変更は以下の通り。